# Milan Indoor
Il Milan Indoor era un torneo professionistico di tennis giocato su campi indoor in sintetico e indoor in cemento.
Faceva parte del circuito WCT, del Grand Prix, dell'ATP World Series, dell'ATP Championship Series, dell'ATP International Series Gold e dell'ATP International Series nell'ambito dell'Association of Tennis Professionals (ATP) Tour. 
Si è giocato annualmente a Milano, in Italia, dal 1978 a 1997, a Londra, in Gran Bretagna, dal 1998 al 2000, e di nuovo a Milano dal 2001 al 2005. L'edizione femminile si è svolta solo nel 1991.

## Denominazioni assunte negli anni
- WCT Milan
- Cuore Tennis Cup
- Fila Trophy
- Stella Artois Indoor
- Muratti Time Indoors
- Italian Indoors
- Guardian Direct Cup
- AXA Cup
- Breil Milano Indoors
- ATP Indesit Milano Indoors
- Internazionali di Lombardia

## Albo d'oro

### Singolare

John McEnroe solleva il trofeo dell'edizione 1981

| Città  | Anno      | Vincitore               | Finalista           | Punteggio            |
| ------ | --------- | ----------------------- | ------------------- | -------------------- |
| Milano | 1973      | Marty Riessen           | Roscoe Tanner       | 7–6, 6–0, 7–6        |
| Milano | 1974-1977 | Non disputato           |                     |                      |
| Milano | 1978      | Björn Borg              | Vitas Gerulaitis    | 6–3, 6–3             |
| Milano | 1979      | John McEnroe (1)        | John Alexander      | 6–4, 6–3             |
| Milano | 1980      | John McEnroe (2)        | Vijay Amritraj      | 6–1, 6–4             |
| Milano | 1981      | John McEnroe (3)        | Björn Borg          | 7–6, 6–4             |
| Milano | 1982      | Guillermo Vilas         | Jimmy Connors       | 6–3, 6–3             |
| Milano | 1983      | Ivan Lendl (1)          | Kevin Curren        | 5–7, 6–3, 7–6        |
| Milano | 1984      | Stefan Edberg           | Mats Wilander       | 6–4, 6–2             |
| Milano | 1985      | John McEnroe (4)        | Anders Järryd       | 6–4, 6–1             |
| Milano | 1986      | Ivan Lendl (2)          | Joakim Nyström      | 6–2, 6–2, 6–4        |
| Milano | 1987      | Boris Becker (1)        | Miloslav Mečíř      | 6–4, 6–3             |
| Milano | 1988      | Yannick Noah            | Jimmy Connors       | 4–4 ritiro           |
| Milano | 1989      | Boris Becker (2)        | Aleksandr Volkov    | 6–1, 6–2             |
| Milano | 1990      | Ivan Lendl (3)          | Tim Mayotte         | 6–3, 6–2             |
| Milano | 1991      | Aleksandr Volkov        | Cristiano Caratti   | 6–1, 7–5             |
| Milano | 1992      | Omar Camporese          | Goran Ivanišević    | 3–6, 6–3, 6–4        |
| Milano | 1993      | Boris Becker (3)        | Sergi Bruguera      | 6–3, 6–3             |
| Milano | 1994      | Boris Becker (4)        | Petr Korda          | 6–2, 3–6, 6–3        |
| Milano | 1995      | Evgenij Kafel'nikov (1) | Boris Becker        | 7–5, 5–7, 7–6(6)     |
| Milano | 1996      | Goran Ivanišević (1)    | Marc Rosset         | 6–3, 7–6(3)          |
| Milano | 1997      | Goran Ivanišević (2)    | Sergi Bruguera      | 6–2, 6–2             |
| Londra | 1998      | Evgenij Kafel'nikov (2) | Cédric Pioline      | 7–5, 6–4             |
| Londra | 1999      | Richard Krajicek        | Greg Rusedski       | 7–6(6), 6(5)–7, 7–5  |
| Londra | 2000      | Marc Rosset             | Evgenij Kafel'nikov | 6–4, 6–4             |
| Milano | 2001      | Roger Federer           | Julien Boutter      | 6–4, 6(7)–7, 6–4     |
| Milano | 2002      | Davide Sanguinetti      | Roger Federer       | 7–6(2), 4–6, 6–1     |
| Milano | 2003      | Martin Verkerk          | Evgenij Kafel'nikov | 6–4, 5–7, 7–5        |
| Milano | 2004      | Antony Dupuis           | Mario Ančić         | 6–4, 6(12)–7, 7–6(5) |
| Milano | 2005      | Robin Söderling         | Radek Štěpánek      | 6–3, 6(2)–7, 7–6(5)  |

### Singolare femminile
| Anno | Vincitrice   | Finalista           | Punteggio     |
| ---- | ------------ | ------------------- | ------------- |
| 1991 | Monica Seles | Martina Navrátilová | 6–3, 3–6, 6–4 |

### Doppio maschile
| Città  | Anno       | Vincitori                             | Finalisti                             | Punteggio            |
| ------ | ---------- | ------------------------------------- | ------------------------------------- | -------------------- |
| Milano | 1973       | Tom Okker Marty Riessen               | Ken Rosewall Fred Stolle              | 6–3, 6–3             |
| Milano | 1974- 1977 | Non disputato                         |                                       |                      |
| Milano | 1978       | José Higueras Víctor Pecci            | Wojciech Fibak Raúl Ramírez           | 5–7, 7–6, 7–6        |
| Milano | 1979       | Peter Fleming (1) John McEnroe (1)    | José Luis Clerc Tomáš Šmíd            | 6–1, 6–3             |
| Milano | 1980       | Peter Fleming (2) John McEnroe (2)    | Andrew Pattison Butch Walts           | 6–4, 6–3             |
| Milano | 1981       | Brian Gottfried Raúl Ramírez          | John McEnroe Peter Rennert            | 7–6, 6–3             |
| Milano | 1982       | Heinz Günthardt (1) Peter McNamara    | Mark Edmondson Sherwood Stewart       | 7–6, 7–6             |
| Milano | 1983       | Tomáš Šmíd (1) Pavel Složil (1)       | Fritz Buehning Peter Fleming          | 6–2, 5–7, 6–4        |
| Milano | 1984       | Tomáš Šmíd (2) Pavel Složil (2)       | Kevin Curren Steve Denton             | 6–4, 6–3             |
| Milano | 1985       | Heinz Günthardt (2) Anders Järryd     | Broderick Dyke Wally Masur            | 6–2, 6–1             |
| Milano | 1986       | Colin Dowdeswell Christo Steyn        | Brian Levine Laurie Warder            | 6–3, 4–6, 6–1        |
| Milano | 1987       | Boris Becker (1) Slobodan Živojinović | Sergio Casal Emilio Sánchez           | 3–6, 6–3, 6–4        |
| Milano | 1988       | Boris Becker (2) Eric Jelen           | Miloslav Mečíř Tomáš Šmíd             | 6–3, 6–3             |
| Milano | 1989       | Jakob Hlasek John McEnroe             | Balázs Taróczy Heinz Günthardt        | 6–3, 6–4             |
| Milano | 1990       | Omar Camporese (1) Diego Nargiso      | Tom Nijssen Udo Riglewski             | 6–4, 6–4             |
| Milano | 1991       | Omar Camporese (2) Goran Ivanišević   | Tom Nijssen Cyril Suk                 | 6–4, 7–6             |
| Milano | 1992       | Neil Broad David Macpherson           | Sergio Casal Emilio Sánchez           | 5–7, 7–5, 6–4        |
| Milano | 1993       | Mark Kratzmann Wally Masur            | Tom Nijssen Cyril Suk                 | 4–6, 6–3, 6–4        |
| Milano | 1994       | Tom Nijssen Cyril Suk                 | Hendrik Jan Davids Piet Norval        | 4–6, 7–6, 7–6        |
| Milano | 1995       | Boris Becker (3) Guy Forget           | Petr Korda Karel Nováček              | 6–2, 6–4             |
| Milano | 1996       | Andrea Gaudenzi Goran Ivanišević      | Guy Forget Jakob Hlasek               | 6–4, 7–5             |
| Milano | 1997       | Pablo Albano Peter Nyborg             | David Adams Andrej Ol'chovskij        | 6–4, 6–4             |
| Londra | 1998       | Martin Damm Jim Grabb                 | Evgenij Kafel'nikov Daniel Vacek      | 6–4, 7–5             |
| Londra | 1999       | Tim Henman Greg Rusedski              | Byron Black Wayne Ferreira            | 6–3, 7–6(6)          |
| Londra | 2000       | David Adams John-Laffnie de Jager     | Jan-Michael Gambill Scott Humphries   | 6–3, 6(7)–7, 7–6(11) |
| Milano | 2001       | Paul Haarhuis Sjeng Schalken          | Johan Landsberg Tom Vanhoudt          | 7–6(5), 7–6(4)       |
| Milano | 2002       | Karsten Braasch Andrej Ol'chovskij    | Julien Boutter Maks Mirny             | 3–6, 7–6(5), 12–10   |
| Milano | 2003       | Petr Luxa Radek Štěpánek              | Tomáš Cibulec Pavel Vízner            | 6–4, 7–6(4)          |
| Milano | 2004       | Jared Palmer Pavel Vízner             | Daniele Bracciali Giorgio Galimberti  | 6–4, 6–4             |
| Milano | 2005       | Daniele Bracciali Giorgio Galimberti  | Arnaud Clément Jean-François Bachelot | 6(8)–7, 7–6(6), 6–4  |

### Doppio femminile
| Anno | Vincitrici                | Finaliste                        | Punteggio |
| ---- | ------------------------- | -------------------------------- | --------- |
| 1991 | Sandy Collins Lori McNeil | Sabine Appelmans Raffaella Reggi | 7–6, 6–3  |